# برايان أوكونور
برايان أوكونور (بالإنجليزية: Brian O'Connor)‏ هو لاعب كرة قاعدة أمريكي، ولد في 21 أبريل 1971 في أوماها في الولايات المتحدة.